# Adrian Newey
Adrian Newey (Stratford-upon-Avon, Anglia, 1958. december 26. –) brit Formula–1-es mérnök, A Brit Birodalom Rendjének kitüntetettje. A 2025-ös szezontól az Aston Martin F1 főmérnöke.
Ő nyerte el legtöbbször (tízszer) a konstruktőri világbajnoki címet, és ő az egyetlen tervező, aki három különböző autóval érte ezt el. 2005 és 2024 között a Red Bull Racing csapatának főmérnöke, ahol ebben az időszakban hatszor nyerte el a konstruktőri világbajnoki címet. Mérnökként dolgozott mind a Formula–1-ben, mind az amerikai IndyCar Series-ban, és itt is nagy sikereket ért el. A száguldó cirkuszba csak az 1980-as években szállt be. Ezek után Newey elkezdte a világbajnoki címeket nyerő Williams és a '80-as évek közepétől szinte verhetetlen McLaren autóinak megtervezését. 2006-ban átszerződött a Red Bull Racinghez. Rövid időn belül a csapat nemcsak az egyéni, de a konstruktőri bajnokságot is begyűjtötte, egymás után négyszer (2010, 2011, 2012, 2013).

## Pályafutása
Szülővárosában a Repton állami iskolába járt. Első osztályú Légügyi és Űrhajózási diplomát szerzett a Southamptoni Egyetemen. Közvetlenül az érettségi után került kapcsolatba a motorsporttal, a Fittipaldi Automotive F1-es csapatánál dolgozott. 1981-től kezdett Formula–2-es autókat tervezni a March Engineering-nél.

### IndyCar Series karrier
Newey 1984-ben kezdett az IndyCar-projektben dolgozni mint tervező és versenymérnök, itt barátkozott össze Bobby Rahallal. Az általa tervezett, March 85C alvázas autó 1985-ben megnyerte a CART versenyt és az Indy 500-at is, ez megalapozta tervezői és mérnöki hírnevét. 1986-ban megismételte ezt a kettős sikert a March 86C-vel. 1987-ben úgy döntött, hogy elhagyja a csapatot, és visszatér Európába a Marchhoz, ahol a Formula–1-ben kezdett  dolgozni.

## Formula–1-es karrier
Egy olyan időszakban, amikor a Formula–1-es autó aerodinamikája még mindig kevéssé ismert, Newey képes volt valami újat alkotni. A Leyton House Racing-nek átkeresztelt March műszaki igazgatója lett. Annak ellenére, hogy vitathatatlanul a legjobb tervező volt, a csapat eredményei csökkenni kezdtek, és 1990 nyarán Newey-t kirúgták, de nem kellett sokáig várnia, hogy másik csapatot találjon, amely nem más lett, mint a Williams F1.

### Williams F1-es karrier
Az FW14-et azon sorozatok között tartják számon, amelyek a legfejlettebb technológiájú versenyautókkal rendelkezett a valaha épített autók közül. Nem is meglepő, hogy 17 Grand Prix-et nyert, 21 pole-pozíciót és 289 pontot szerzett, és hozzásegítette Nigel Mansellt az 1992-es, Alain Prostot az 1993-as, Damon Hillt az 1996-os és Jacques Villeneuve az 1997-es világbajnoki címéhez a Williams Renault-nál.
Az 1980-as és az 1990-es években a Williams F1 volt a legjobban futó csapat, és a műszaki igazgató, Patrick Head nem késlekedett a szerződés aláírásával. Sokkal jobb költségvetés, pilóták és erőforrások álltak a rendelkezésére, és Newey gyorsan vált meghatározó tervező „zsenivé” a korai 1990-es években. Az 1991-es szezon közepén Newey FW14-e tartotta  a versenyt a korábban domináns McLarennel, de a szezon elejei megbízhatósági problémák miatt, az erőfeszítések ellenére, Ayrton Senna megakadályozta a Williams csapat pilótáját, Nigel Mansellt abban, hogy elnyerje a világbajnoki címet.
1992-ben már nem volt probléma, és a  Ferrari–Schumacher-korszakig nem volt még ilyen dominancia: Mansell volt a pilóták királya és Newey megszerezte az első konstruktőri címet. 1993-ban újra elérték mindezt, ezúttal Alain Prost, a megállíthatatlan, „a hódító” FW15C-vel. (Azért kapta a hódító nevet, mert a világbajnoki címet 26, a konstruktőri címet pedig 84 pont különbséggel nyerte, tehát mindent elhódított.)
1994-ben egy kritikus időszak volt a Williamsnél. Az időmérőket sorban nyerték, de a versenyeken nagyon kínlódtak. Habár a csapat (Sennának köszönhetően) vezette mind a konstruktőri és azt el is nyerték, az egyéniben nagy katasztrófa történt. Senna meghalt. Ez nem csak iszonyú teher volt a csapatnak, amelyet kiheverni is nehéz, hanem még az is, hogy a bajnoki címbe került. Senna autója ugyanis nem bírta bevenni az imolai pálya egyik kanyarját, és a falba csapódva életét vesztette. Aztán kiderült, hogy halálának oka a fejébe belefúródott csavar volt. Brazíliában gyásznapot rendeltek el Senna halála után, hiszen annyira tisztelték őt. Ezután a világbajnokságot Michael Schumacher, a Benetton fiatal pilótája nyerte. 
1995-re világossá vált, hogy Adrian Newey kellene legyen a csapat technikai igazgatója. Ám mind a gyártói, mind az egyéni címet elvesztették a Benettonnal szemben. 1996-ban Damon Hill és Jacques Villeneuve mindkét címet visszaszerezte, de közben Newey-t „kertészkedési szabadságra” küldték. Viszont kapott ezen a McLaren, és gyorsan le is igazolta.

### McLarenes karrier
Newey megpróbálta feljavítani a Neil Oatley által tervezett McLarent, és sikerrel is járt, így a tervezésre koncentrálva az 1998-as év legjobb autóját hozta létre. Ezért újabb címek következtek 1999-ben, és Mika Häkkinen sorozatosan küzdött a harmadik világbajnoki címéért 2000-ben, amit végül Michael Schumacher nyert. (Innentől kezdődik a Ferrari öt évig tartó diadalmenete.)
2001 nyarán az egyik legjelentősebb lépés az volt, amikor Bobby Rahal visszavonult, és a Jaguar csapat megpróbálta elcsábítani Newey-t a McLarentől, hogy a Jaguar Racing a leg-ek közé kerülhessen. Annak ellenére, hogy aláírta a szerződését, a McLaren főnöke, Ron Dennis meggyőzte Newey-t, hogy maradjon.
A McLaren-pletykák szerint Newey továbbra is el akarta hagyni a csapatot, és 2004 végére a jövője bizonytalanná vált: felmerült, hogy visszatér a Williamshez, vagy akár teljesen otthagyja a sportot. Ron Dennis cáfolatai ellenére ezek a  történetek tovább keringtek a 2004-es és a 2005-ös idényben is. Newey távozása küszöbön állt. 2005 áprilisában szerződését az év végéig meghosszabbították, várva, hogy hosszabb szabadságra megy, vagy teljesen visszavonul a Formula–1-es tervezésből, de július 19-én bejelentette, hogy „ez a lépés várhat”, és marad a McLarennél a 2006-os szezonban is.

### Red Bull-os karrier
2005. november 8-án a Red Bull Racing bejelentette, hogy 2006-ban Newey is csatlakozik a csapathoz. A The Guardian számolt be arról, hogy Newey 10 millió dollárt kap évente a Red Bull Racingtől, amelyet a Red Bull energiaital tulajdonosa, az osztrák milliárdos Dietrich Mateschitz fizetett volna neki, miután a McLaren a szerződés megújításakor zsörtölődött növekedő követelésein.
Newey nehezen befolyásolhatta a 2006-os autó terveit, és a Red Bull gyengén kezdte a szezont, miután két pontjuk volt hat versenyen. Azonban csapatvezető pilótája, David Coulthard, aki sikeresen vezette korábban a Newey által tervezett Williams- és McLaren-autókat, a harmadik helyet és hat pontot szerzett a Monacói Nagydíjon. A 2007-es Red Bull-autóban az ő dizájnjába épült a Renault RS26-os motor, mert a Ferrari 056-os szerződést átadták a Scuderia Toro Rossónak, a Red Bull Racing „B csapatának”. Az autó meglehetősen gyors, de inkább megbízhatatlan volt, mert mindkét pilóta hétszer esett ki a  17 versenyen. Mindazonáltal, mivel a McLaren-Mercedest kizárták, a Red Bull az ötödik helyet érte el a gyártók 2007-es világbajnokságán. A két műszaki igazgató, Adrian Newey és Geoff Willis megjegyezte, hogy a 2008-as szezonra a legkomplikáltabb dizájnt görditi ki a gyár. A szezon jól indult a csapat számára, Mark Webber egymásután ötször szerzett pontot, és dobogós lett Montrealban. A  szezon közepén a Red Bull  szoros csatában állt a negyedik helyért a konstruktőri bajnokságban, de végül még a Toro Rossónak is sikerült jobb eredménnyel zárnia az idényt.
A Newey által tervezett 2009-es autó teljesítményjavulást jelentett a csapatnak, hiszen sikerült egy első és egy második helyet szerezniük a Shanghai Nagydíjon és a Brit Nagydíjon, mindkettőt Sebastian Vettel nyerte. A Red Bull a szezont a második helyen fejezte be a gyártók között.
A 2010-es autó (az RB6) jól kezdte a szezont, és kiderült, hogy a Red Bull a legjobb a csapatok között,  a lehetséges 19-ből 15 pole-pozíciót szerezve a 2010-es Brazil Nagydíjon megnyerte a 2010-es konstruktőri bajnokságot és Sebastian Vettel révén az egyéni világbajnoki címet.
A 2011-es RB7 az RB6 sebességére és megbízhatóságára épült, így az egyértelműen domináns autók közé tartozott. Az autó 18 pole-pozíciót szerzett és 12 versenyt nyert. 2011. október 11-én a Red Bull megnyerte az egyéni világbajnoki címet, amelynek köszönhetően Sebastian Vettel a legfiatalabb kétszeres bajnok lett az F1 történetében, valamint október 16-án a Koreai Nagydíjon a gyártók világbajnoki címét.
A következő évben, annak ellenére, hogy a Ferraris Fernando Alonso komoly kihívást jelentett, a Red Bull és Sebastian Vettel ismét megnyerték a bajnokságot.
A 2012-es autó az RB8-as volt. Az elődeihez hasónlóan megállíthatlan volt, de nem túl megbízható. Ugyanis Sebastian Vettel, habár megnyerte harmadik egyéni világbajnoki címét, kétszer esett ki váltóműhiba miatt. Ezt követően Fernando Alonso 42 pont előnyre tett szert. Vettel egy kitűnő hajrával megfordította az állást, és a Brazil Nagydíjon már harmadszorra avatták bajnokká. Egymás utáni három győzelmével (Szingapúri Nagydíj, Koreai Nagydíj, Indiai Nagydíj) 75 pontot gyűjtve nemcsak az egyéni, de a konstruktőri címhez is elég pontot gyűjtött. Newey lett az egyetlen olyan F1-es tervező, aki a konstruktőri bajnokságot három különböző F1-es csapattal nyerte el.

## Az F1 konstruktőr bajnokcsapatai
Newey által tervezett autók, amelyek megnyerték a  Formula–1  konstruktőri világbajnokságát:
- 1992: Williams F1 FW14B
- 1993: Williams F1 FW15C
- 1994: Williams F1 FW16
- 1996: Williams F1 FW18
- 1997: Williams F1 FW19
- 1998: McLaren MP4/13
- 2010: Red Bull RB6
- 2011: Red Bull RB7
- 2012: Red Bull RB8
- 2013: Red Bull RB9
- 2022: Red Bull Racing RB18
- 2023: Red Bull Racing RB19

## Fordítás
Ez a szócikk részben vagy egészben a Adrian Newey című angol Wikipédia-szócikk ezen változatának fordításán alapul.  Az eredeti cikk szerkesztőit annak laptörténete sorolja fel. Ez a jelzés csupán a megfogalmazás eredetét és a szerzői jogokat jelzi, nem szolgál a cikkben szereplő információk forrásmegjelöléseként.